# Anglonormand
L'anglonormand és una antiga llengua d'oïl, que es va parlar durant l'edat mitjana a Anglaterra, especialment a la cort reial i entre l'aristocràcia anglonormanda.

## Història
La conquesta d'Anglaterra el 1066 per Guillem el Conqueridor tingué com a conseqüència l'ús d'un idioma importat en un territori en el qual el poble parlava anglès antic i llengües cèltiques. L'exèrcit de Guillem es componia de soldats i capitans procedents de diverses regions del nord-oest de França, igual que els membres de la Cort i els barons arribats posteriorment de França. En el seu origen parlaven per tant un conjunt de llengües d'oïl (com el picard) entre les quals predominava el normand. Aquesta amalgama de llengües i dialectes va evolucionar cap a una llengua insular usada per la Cort i l'aristocràcia, coneguda com a anglonormand. Alguns lingüistes prefereixen el terme "anglofrancès" que reflectiria millor l'origen heterogeni d'aquesta llengua
Guillem i els seus successors en el tron d'Anglaterra no van tractar d'imposar l'anglonormand com a llengua oficial, de manera que la població va seguir utilitzant l'anglès mitjà. El llatí, o més aviat l'anglollatí, es va mantenir conjuntament amb l'anglonormand als documents administratius i jurídics, tot i que va perdre terreny a favor de l'anglonormand. Tot i que la classe nobiliària es va mesclar amb la població britànica, els estrets i constants intercanvis culturals, jurídics i comercials amb França van fer que l'anglonormand romangués viu en els escrits fins a mitjan segle xv. Aquest era l'idioma parlat i escrit a la Cort, entre l'aristocràcia, pels tribunals, els escrits eclesiàstics, les escoles i les universitats. En menor mesura el parlaven també la petita noblesa i la burgesia naixent. Del segle xiii al segle xv, la correspondència privada i comercial s'escrivia en anglonormand, o anglofrancès, sobretot tenint en compte que a l'edat mitjana el francès era la llengua comercial de l'Europa de l'oest. D'altra banda, entre el segle xii i el segle xiv es va desenvolupar una important producció literària en anglonormand, estretament vinculada amb la literatura de l'altra riba del Canal de la Mànega. Comprèn cròniques, cançons de gesta, hagiografies, cançons i literatura didàctica i religiosa.
L'anglonormand va ser utilitzat fins al regnat d'Enric VIII, qui va imposar l'ús de l'anglès a la Cort.

## Supervivència
Malgrat la desaparició de l'anglonormand, l'anglès segueix conservant moltes paraules originàries d'aquest idioma (més de 5.000). Queda poc rastre de la seva estructura gramatical, la qual només es percep en la terminologia política i legal on moltes expressions inverteixen el nom i l'adjectiu, com ara a attorney general, heir apparent, court martial, body politic, etc.

## Literatura i autors anglonormands
- Alexandre de Bernay - Chardry - Clémence de Barking - Denis Piramus - Éverard de Gateley - Geoffroy Gaimar - Guernes de Pont-Sainte-Maxence - Guillaume de Berneville - Guillaume le Clerc de Normandía - John Gower - Marie de France - Nicholas Trivet - Nicole Bozon - Philippe de Thaon - Pierre d'Abernon - Pierre de Langtoft - Raüf de Lenham - Robert Biket - Robert de Gretham - Robert de Ho - Robert Grossetête - Robert Wace - Simon de Freine - Tomàs d'Anglaterra - Thomas de Kent - Wilham de Waddington - Jofroi de Waterford - Sarrasin - Jourdain Fantosme - Chandos - André de Coutances